# Проньков, Александр Вячеславович
Александр Вячеславович Проньков (род. 29 мая 1997, село Козловка, Пензенская область) — российский спортсмен. Проживает в Москве, учится в МГЮА на 3 курсе. 

## Биография
Родился 29 мая 1997 г. в селе Козловка Лопатинского района Пензенской области. В шестилетнем возрасте в результате несчастного случая повредил кисти обеих рук и стал инвалидом детства.
В 2012 году окончил девять классов Козловской средней школы и поступил в Михайловский экономический колледж-интернат на специальность «Гостиничный сервис». С начальных классов увлекался спортом, особое предпочтение отдавал футболу. В колледже занимался плаванием и легкой атлетикой под руководством тренера Галины Анатольевны Муравлёвой.
Встреча с заслуженным тренером России, мастером спорта СССР, многократной чемпионкой СССР Ириной Александровной Громовой на VI фестивале «Спорт равных возможностей», проходившем в Михайловском колледже 7 сентября 2012 г., положила начало занятиям лыжным спортом. Вскоре И. А. Громова пригласила А. Пронькова в Москву на праздник по поводу открытия спортивного клуба инвалидов «Рецепт-Спорт», где он получил предложение выступать за этот клуб на соревнованиях различного уровня. Тренер показала Александру Пронькову лыжную технику, обеспечила спортивной формой и фирменными лыжами.
В 2013 году Проньков участвовал в Всероссийской зимней Спартакиаде инвалидов, где в разных видах лыжных гонок занял 3-е, 5-е и 7-е места. В том же году на первенстве России занял третье место на спринтерской дистанции, на первом этапе Кубка Мира IPC по лыжным гонкам и биатлону в Канморе (Канада) в мужской категории стоя Александр Проньков занял второе место с результатом 45 мин 14,5 с, уступив канадцу Марку Арендзу лишь три секунды.
Участвовал в соревнованиях на разных этапах Кубка мира по биатлону, проходивших в Финляндии, Швейцарии, Германии. В 2014 г. вошёл в состав российской паралимпийской сборной России. На XI зимних Паралимпийских играх в Сочи завоевал золотую медаль в гонке на 10 км свободным стилем (стоя) с результатом 23 мин 59,9 с.
Указом Президента Российской Федерации от 17 марта 2014 г. № 144 «О награждении государственными наградами Российской Федерации» награждён орденом Дружбы. В этом же году ему присвоено звание «Заслуженный мастер спорта России».